# Koichi Misawa
Koichi Misawa est un joueur de baseball japonais né le 8 juin 1974.

## Biographie
Koichi Misawa participe aux Jeux olympiques d'été de 1996 à Atlanta et remporte la médaille d'argent.